# Морланд (Канзас)
Морланд (енгл. Morland) град је у америчкој савезној држави Канзас.

## Демографија
По попису из 2010. године број становника је 154, што је 10 (-6,1%) становника мање него 2000. године.
| Група             | 2000.       | 2010.       |
| Белци             | 161 (98,2%) | 147 (95,5%) |
| Афроамериканци    | 0 (0,0%)    | 0 (0,0%)    |
| Азијати           | 1 (0,6%)    | 0 (0,0%)    |
| Хиспаноамериканци | 0 (0,0%)    | 0 (0,0%)    |
| Укупно            | 164         | 154         |